# Bourg-Bruche
 Bourg-Bruche  (German Breuscheburg hoặc Burg-Breusch) là một xã thuộc tỉnh Bas-Rhin trong vùng Grand Est đông bắc Pháp.